# Synagogue de la Ghriba (Djerba)
La synagogue de la Ghriba (arabe : كنيس الغريبة) est la plus ancienne synagogue de Tunisie et d'Afrique, et constitue l'un des principaux marqueurs identitaires des Juifs de Djerba, l'une des dernières communautés juives vivantes du monde arabe. Elle fait l'objet d'un pèlerinage annuel, à l'occasion de la fête juive de Lag Ba'omer, rassemblant plusieurs milliers de pèlerins. C'est l'une des principales attractions touristiques de l'île de Djerba. 
Sa renommée est basée sur les nombreuses traditions et croyances qui soulignent son ancienneté et le fait qu'elle contiendrait des restes du Temple de Salomon. Historiquement, le pèlerinage rassemblait les membres des communautés locales et plus largement les Juifs de Tunisie et de la Libye voisine. Avec le départ des Juifs des pays arabes, les visiteurs viennent surtout de France et d'Israël. 
Comme les six autres ghriba dispersées à travers le Maghreb, elle se dresse isolée en rase campagne, à un kilomètre du village d'Erriadh (Hara Sghira), l’une des deux bourgades juives que compte l’ile et qui n'était habité jusqu'au XXe siècle que par des Cohanim, ce qui, selon les légendes locales, corrobore le fait que la Ghriba ait été fondée par des prêtres venus de Jérusalem. On y trouve cinq synagogues mais, afin de maintenir la pré-éminence de la Ghriba, la tradition veut que les rouleaux de la Torah qui y sont utilisés soient gardés à la Ghriba où ils sont amenés en procession.

## Localisation
Le village où elle se situe, portant aussi le nom de Hara Sghira (« petit quartier »), abrite une communauté juive de plusieurs centaines de personnes. Cet établissement est également connu sous le nom de Dighet, nom provenant d'une variante berbère du mot hébreu signifiant « porte ».

## Histoire
La synagogue de la Ghriba est la plus connue des synagogues portant le même nom et situées en divers lieux d'Afrique du Nord : en Tunisie, en Algérie et en Libye. Elle est aussi la plus ancienne synagogue de Tunisie et d'Afrique.
Ghriba signifie « étrange » en arabe et reflète le statut spécial de la synagogue dans les traditions juives de Tunisie. Selon la légende la plus populaire, imprimée pour la première fois dans un livre du rabbin Abraham Haim Addadi de Tripoli (Hashomer Emet publié à Livourne en 1849), des prêtres appelés Cohanim se seraient installés sur l'île de Djerba après la prise de Jérusalem et l'incendie du Temple de Salomon par l'empereur Nabuchodonosor II en 586 av. J.-C.. Ils auraient emporté un élément du temple détruit qui aurait été inséré dans la synagogue ; les visiteurs peuvent voir une pierre incorporée à l'une des voûtes de la synagogue et qui serait la pierre originale rapportée de Jérusalem. Toutefois, ces affirmations restent hypothétiques et ne sauraient être considérées comme un fait établi, : les plus anciennes synagogues connues aujourd'hui sont situées en Israël et sont contemporaines de la destruction du Second temple de Jérusalem vers l'an 70.
D'après une autre tradition rapportée par l'historien Nahum Slouschz à partir de récits faits par des lettrés djerbiens au début du XXe siècle, l'endroit où s'élève de nos jours la Ghriba était une colline à laquelle personne ne prêtait intérêt. Un jour, les Juifs de Hara Sghira y découvrirent une jeune fille très belle vivant seule dans une cabane faite de branchages. Entourée d'une aura de sainteté, personne n'aurait osé venir la voir et lui demander la raison de sa présence par respect pour sa personne. Un soir, ils virent la hutte en feu mais craignirent de s'approcher, pensant que la jeune fille était en train de faire de la magie. Puis, l'incendie terminé, ils s'approchèrent de la cabane réduite en cendres et y découvrirent la jeune fille morte mais épargnée par les flammes. Réalisant alors qu'il s'agissait d'une sainte, ils comprirent qu'ils auraient dû l'aider dans sa solitude et entamèrent la construction de la Ghriba sur le site.
Il est difficile de déterminer à quelle époque la renommée de la Ghriba a dépassé le cadre originel de Djerba. À partir de la seconde moitié du XIXe siècle, on voit apparaitre des témoignages soulignant son caractère sacré, reconnu au-delà de la communauté juive par des musulmans. La synagogue attire des pèlerins venus de Tunisie et de la Libye voisine, toujours plus nombreux. Il est possible que l'émigration à cette époque des Juifs djerbiens dans ces régions ait contribué à la diffusion du pèlerinage. On sait d'après le témoignage de Slouschz qui visite les lieux au début du XXe siècle que l'édifice a été agrandi dans les années 1860 ou 1870 à l'aide de « pierre tumulaires que l'on a trouvé dans le cimetière avoisinant les murs de la maison sainte ». Il décrit lui-même l'édifice comme un « bâtiment carré, assez sobre d'aspect et manquant totalement de style [...] À l'intérieur, des couloirs obscurs précèdent une nef carrée ayant un « Almenor » au milieu, et en haut une galerie appuyée sur des colonnes : rien de particulier, de caractéristique ».
Dans les années 1950, une nouvelle oukala (caravansérail) est construite pour accommoder les Juifs libyens. Cependant, la communauté de ce pays disparaît complètement dans les années 1960 et le nouveau bâtiment reste vide.
À cette époque, l'effet conjugué de l'extinction des communautés juives de Libye et de Tunisie et du développement du tourisme de masse changent considérablement la nature du pèlerinage. Des agences de voyages visant particulièrement les Juifs originaires de Tunisie en France commencent à proposer des formules mêlant tourisme religieux et balnéaire.
En 1985, la synagogue est une première fois touchée par une attaque lorsqu'un soldat tunisien chargé de maintenir l'ordre ouvre le feu dans l'enceinte de la synagogue de la Ghriba et tue cinq personnes, dont quatre Juifs. Le 11 avril 2002, un attentat terroriste, perpétré par un Franco-Tunisien de 25 ans au volant d'un camion-citerne et lié au réseau terroriste Al-Qaïda, touche l'édifice et fait 21 victimes. Le 9 mai 2023, un membre de la garde nationale ouvre le feu dans la synagogue, au moment du pèlerinage annuel, et fait cinq morts (deux fidèles et trois membres des forces de sécurité) avant d'être abattu par un autre membre de la garde nationale.

## Bâtiment

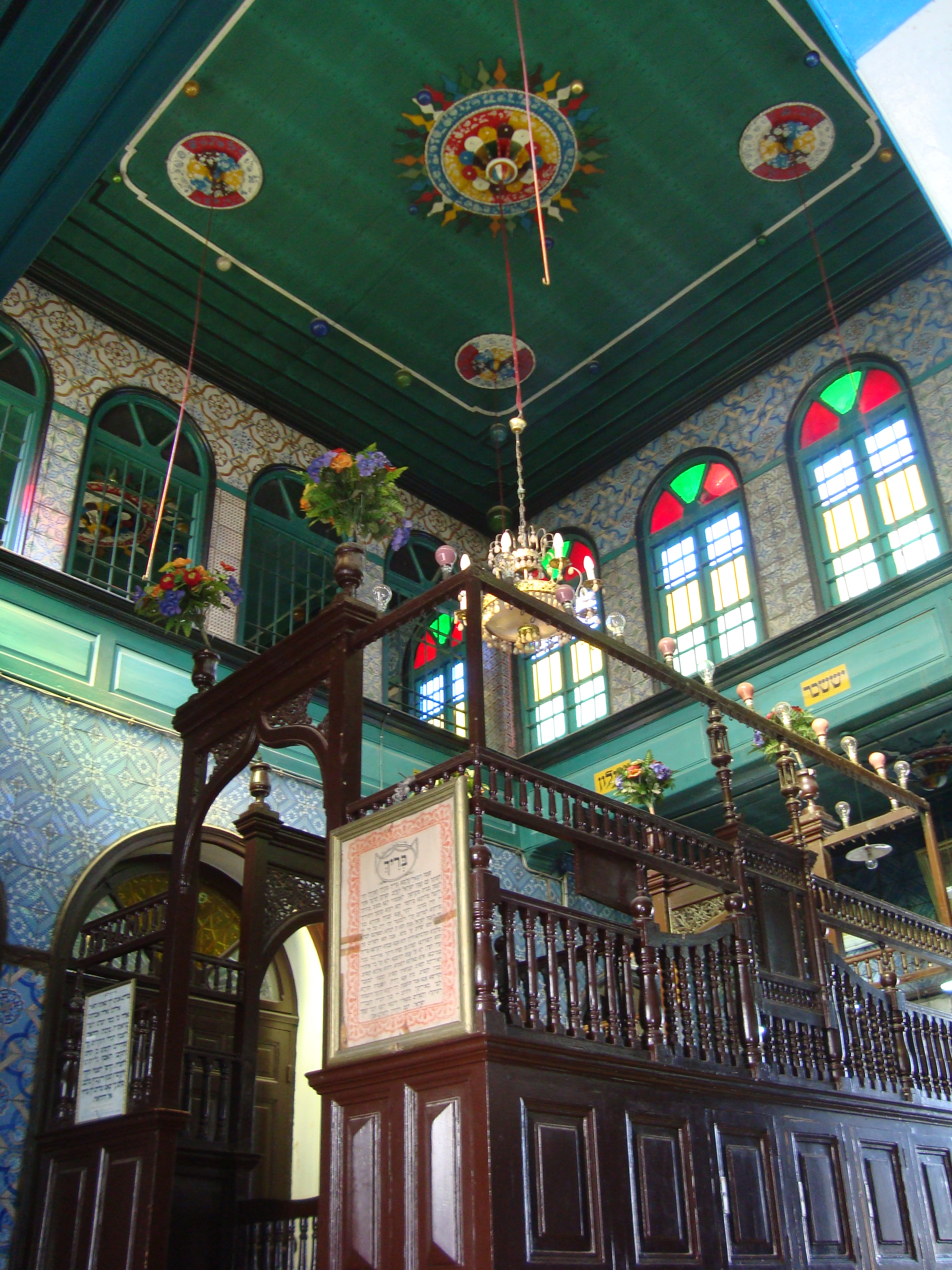
Détail de la toiture.

L'actuelle synagogue, modeste bâtiment aux reflets bleutés, est composée, à la différence des autres synagogues de Djerba, de deux salles couvertes. Après divers ajouts architecturaux, il s'avère que la première salle était, au départ, une cour ouverte mais couverte plus tard pour s'adapter à un nombre plus grand de croyants. À l'entrée de celle-ci se trouvent deux rangées de colonnes la divisant en trois parties. Cette salle est reliée à la salle de prière principale par trois voûtes. Cette dernière salle compte également deux rangées de voûtes qui soutiennent une claire-voie élevée et ouverte de nombreuses fenêtres. À l'origine, il y en avait douze qui symbolisaient, selon la tradition locale elle-même basée sur une instruction de la Kabbale, les douze tribus d'Israël.

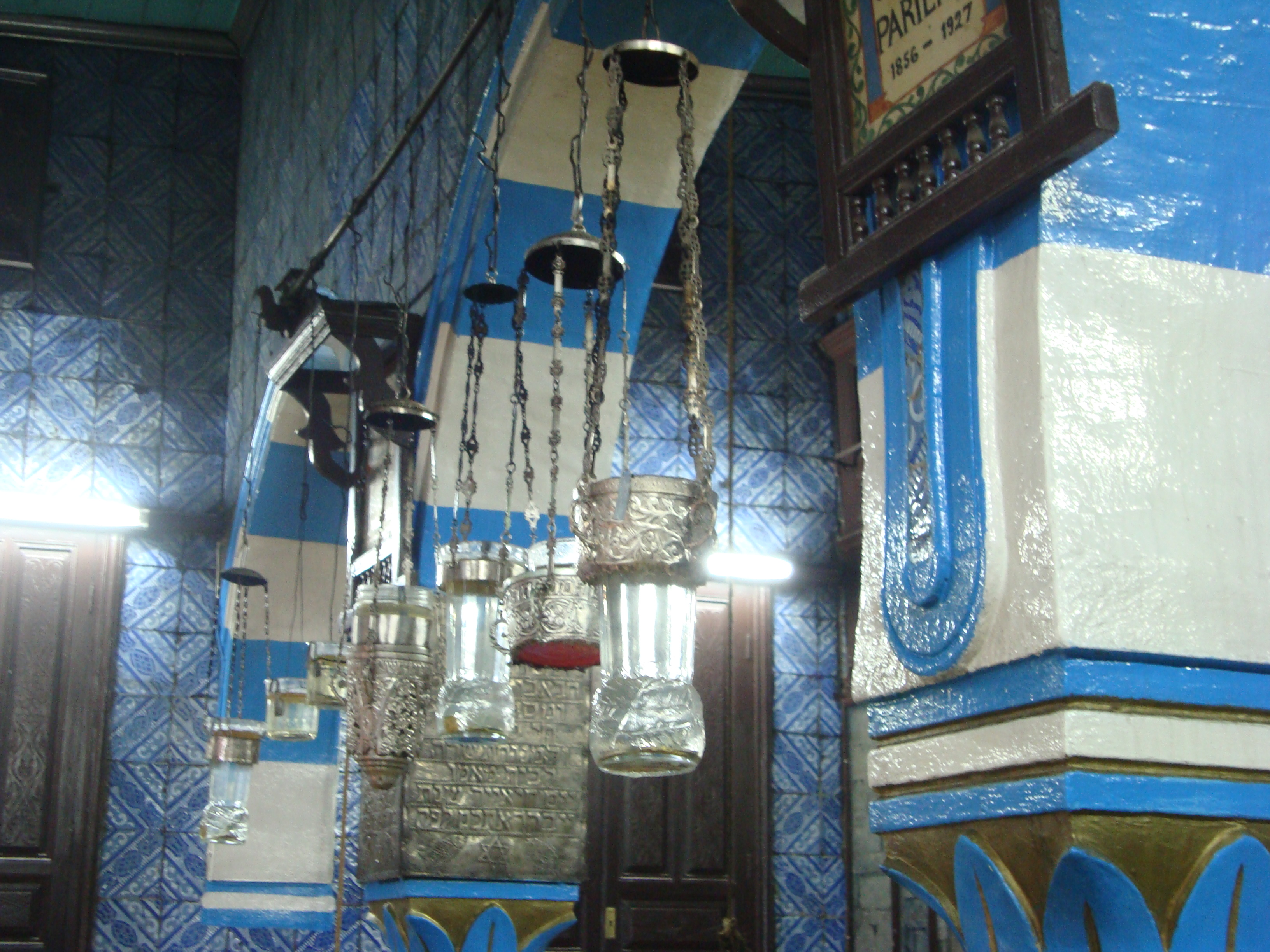
Série de lampes éternelles.

Cependant, avec les rénovations et les modifications postérieures du bâtiment, le nombre de fenêtres a augmenté. Les modifications postérieures sont particulièrement évidentes du côté nord du bâtiment où elles ont provoqué des changements par rapport au plan symétrique original du bâtiment. La téva est située sous la claire-voie (à l'extrémité occidentale de la salle de prière). Toutefois, la dernière colonne, côté est, est absente et n'a probablement jamais été construite. La tradition locale y voit un signe du souvenir de la destruction du temple de Jérusalem. En outre, on affirme que le bâtiment ne devrait ne jamais être terminé car « rien n'est parfait excepté la divinité ». Les bancs sont placés autour de la téva. Les murs intérieurs sont décorés de faïences à motifs décoratifs bleus, blancs et bruns à la différence des murs extérieurs qui sont peints en blanc. Une niche en dessous de l'arche sainte indique l'endroit où le corps de la jeune fille aurait été trouvé : on le connaît comme « la caverne de la fille ».
La cour intérieure est entourée par des loggias couvertes et bâties sur des voûtes et des colonnes. Les bâtiments adjacents servent de logement aux pèlerins, les plus anciens ayant été érigés à la fin du XIXe siècle et ayant été suivis d'une deuxième structure établie au début des années 1950. L'atmosphère religieuse y est entretenue par les lampes à huile et les chants psalmodiés, des batlanim récitant contre contribution des croyants. Les pèlerins de passage leur glissent de petits billets qui implorent une guérison ou une réussite. Au mur, des ex-voto en métal représentent des maisons, des vases et des étoiles de David sous une belle boiserie sculptée.
Comme d'autres synagogues de Djerba, la Ghriba est située à proximité d'un cimetière juif antique.

## Pèlerinage

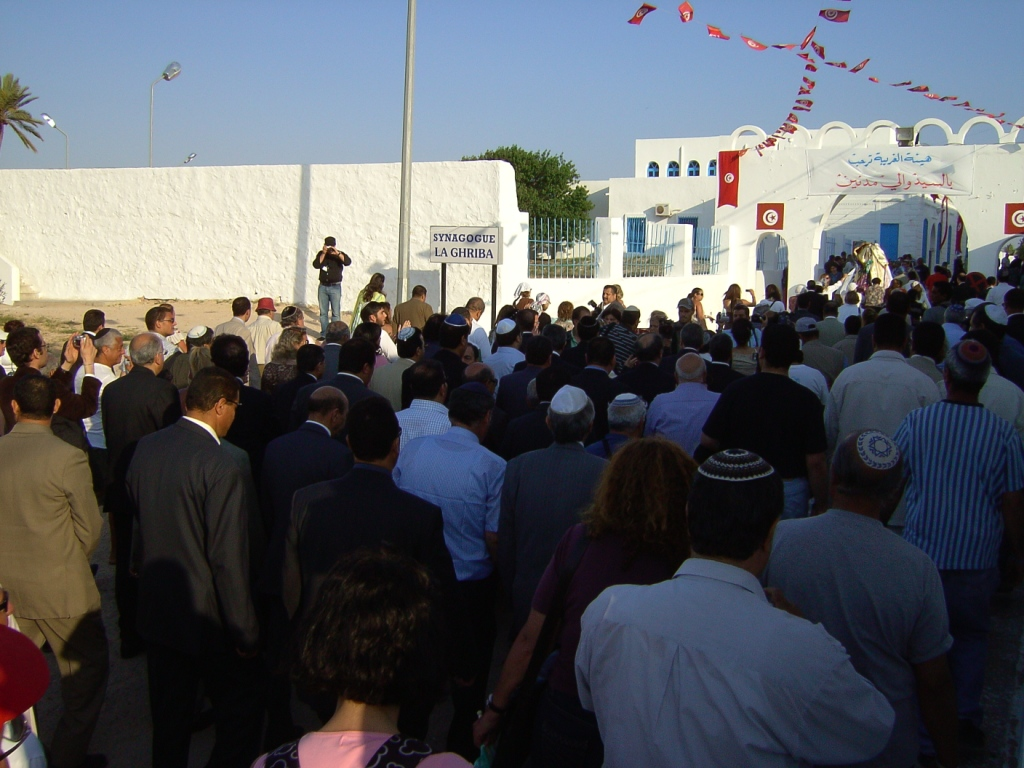
Pèlerinage de 2007.

Un pèlerinage annuel, qui a lieu à la Ghriba au 33e jour du `Omer, rassemble les Juifs d'Afrique du Nord. Les festivités commencent le 14 Iyar pour la commémoration de Rabbi Meïr Baal HaNess et continuent jusqu'au 18 Iyar (fête du Lag Ba'omer), jour du souvenir de Rabbi Shimon bar Yohaï localement connu sous le nom de Rabbi Shem'un. Le pèlerinage inclut une visite à la synagogue, l'aumône, des prières et la participation à l'un des deux cortèges qui ont lieu pendant les deux derniers jours du pèlerinage.

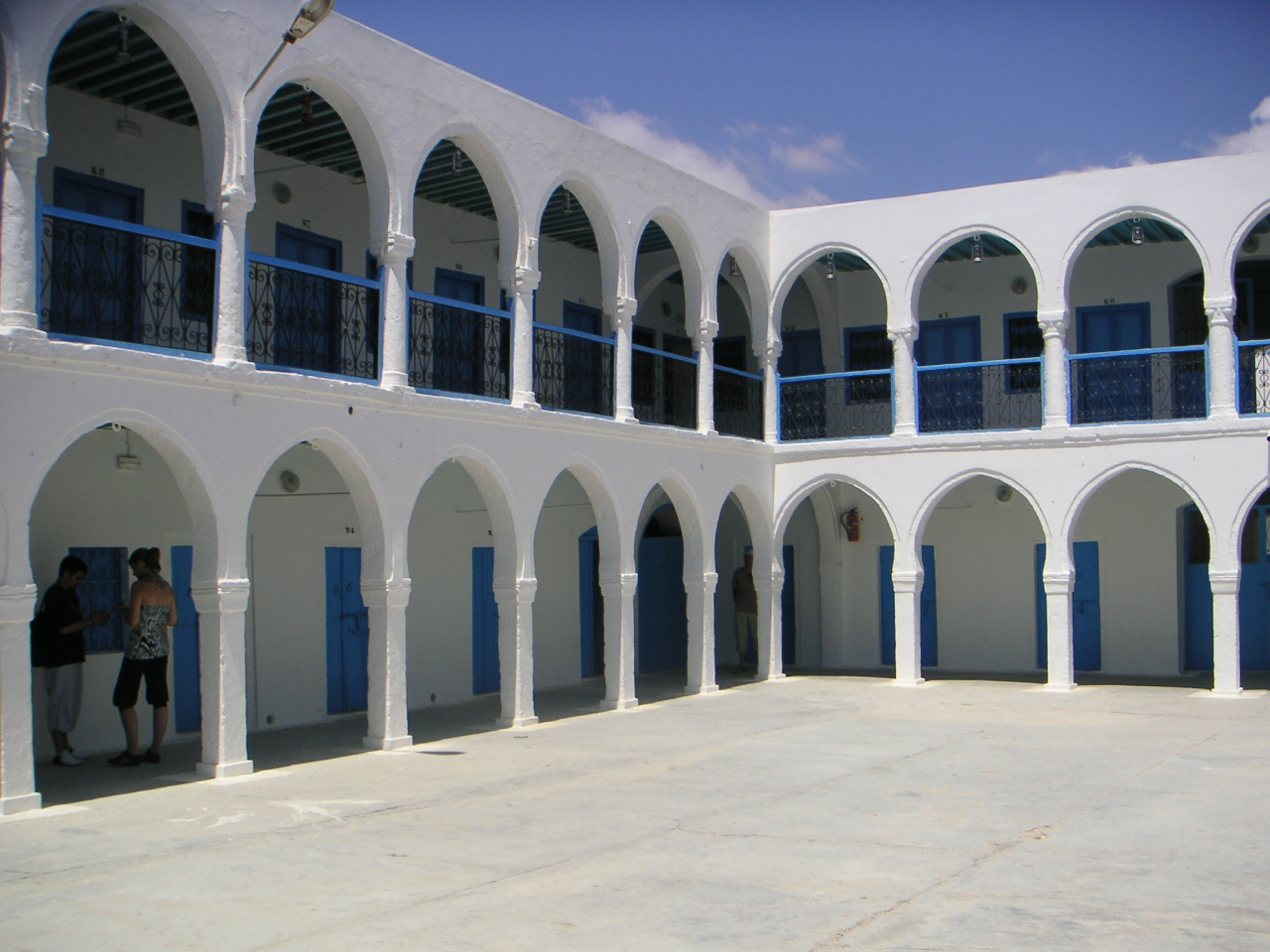
Oukala destinée à accueillir les pèlerins.

Le cortège inclut des visites à d'autres salles de prière du village. Les participants portent une grande menorah montée sur trois roues. Le lustre est décoré de symboles représentant les douze tribus d'Israël, les noms de rabbins tunisiens vénérés, les noms des trois patriarches et des quatre « matriarches » et des bénédictions en l'honneur de Meïr Baal HaNess et de Shimon bar Yohaï.
Au sommet se trouve une étoile de David avec l'inscription Shaddai (nom de la divinité). La structure est couronnée par les Tables de la Loi. Le lustre est décoré de divers tissus, d'écharpes de couleurs lumineuses et de voiles. Le cortège ressemble ainsi à une cérémonie de mariage qui signifie l'union mystique entre le peuple d'Israël et la divinité. Les participants chantent alors des chansons en l'honneur de Rabbi Shem'un dont une phrase dit : « Oh rabbin Shimon ! Quand vous viendrez pour nous délivrer de l'exil ! ». En soirée, le lustre est présenté à l'intérieur de la synagogue et des bougies sont allumées sur les cinq rangées. Les Juifs de Djerba, aussi bien que des pèlerins étrangers, se mélangent à l'intérieur de la synagogue. C'est également la seule occasion où il n'y a aucune séparation entre hommes et femmes. Dans les années 1990 et 2000, la plupart des pèlerins viennent de l'étranger.
D'après une autre coutume locale, les femmes (de toute croyance) viennent déposer des œufs marqués du nom d'une jeune fille célibataire sur une voûte marquant l'endroit où, selon la tradition, le corps de la jeune fille aurait été trouvé (et/ou enterré), simple espace où peut tenir une personne recroquevillée. L'œuf, laissé près d'une bougie pour la durée du festival, est ensuite retourné à la célibataire qui, après l'avoir mangé, serait sûre de trouver un époux.

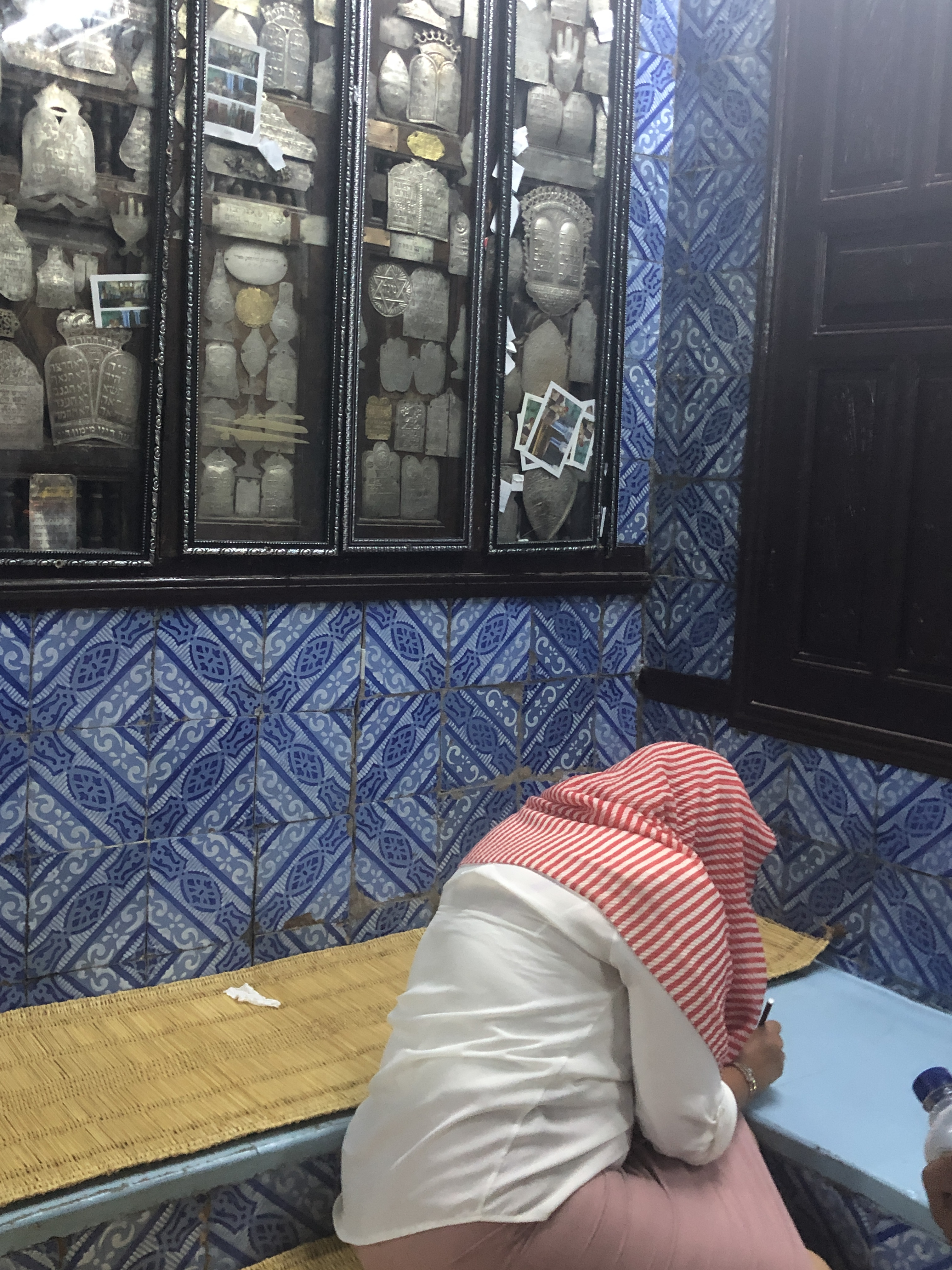
Femme en train d'écrire sur un œuf.
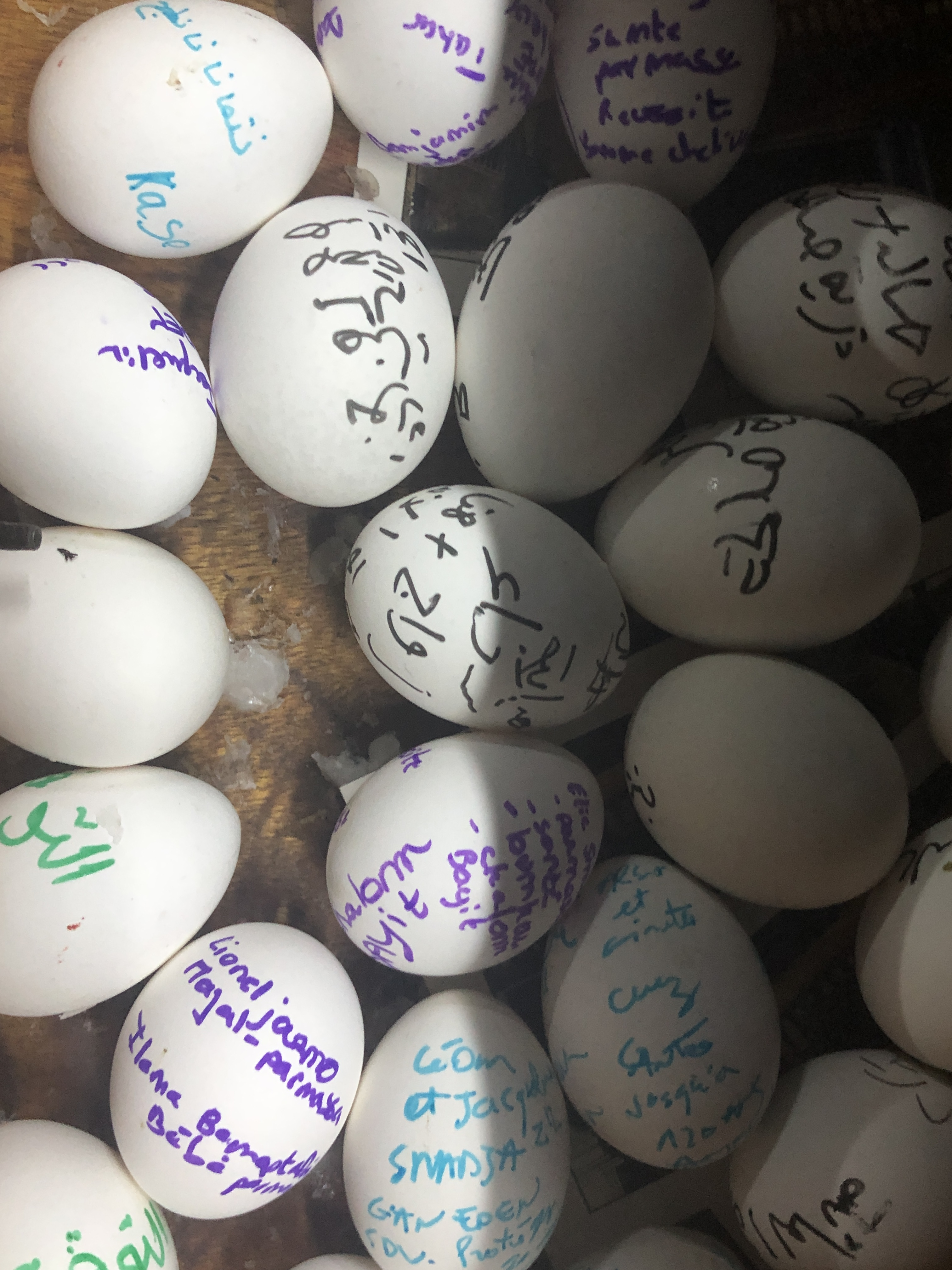
Œufs laissés par les visiteurs de la synagogue.

## Gestion
La synagogue est contrôlée par une commission administrative indépendante établie à la fin du XIXe siècle, alors que Djerba était sous protectorat français comme toute la Tunisie. L'organisation du pèlerinage annuel est devenue le souci principal de cette commission. Les revenus de ce pèlerinage sont reversés aux vieux habitants du village ainsi qu'aux étudiants locaux de la Torah. 

### Filmographie
- Celia Lowenstein et Lysiane Le Mercier, Tunisie, la synagogue de la Ghriba, série « Des monuments et des hommes », Arte France/ZED, Paris, 2018 (lire en ligne).